# Центр противодействия манипуляции сознанием
Центр противодействия манипуляции сознанием (фр. Centre contre les manipulations mentales, сокр. CCMM), он же «Центр Рожера Икора» (фр. Centre Roger-Ikor) — французская общественная антикультовая организация (ассоциация). Создана в 1981 году.

## История
Организацию создал в 1981 году французский писатель, лауреат Гонкуровской премии 1955 года Рожер Икор после того, как его сын, увлекавшийся дзен-макробиотикой, покончил с собой.
В 1997—1998 годах председателем организации был социалист Ален Вивьен (фр. Alain Vivien). Незадолго до своего ухода с этой должности он назначил свою жену административным директором CCMM, а сам затем возглавил Межведомственную комиссию по борьбе с сектами (фр. Mission interministérielle pour la lutte contre les sectes (MILS)).
Следующим председателем CCMM стал Даниэль Гросколас (Daniel Groscolas), с 2008 года им стал Жак Микель (Jacques Miquel). После смерти Жака Микеля в 2011 году «Центр противодействия манипуляции сознанием» возглавила Анни Жильбер (Annie Guibert), бывшая генеральным секретарём этой организации с 2005 года.

## Отношения с властями Франции
Организация получает субсидии от властей Франции, но со временем эти субсидии сокращаются.
Работы «Центра противодействия манипуляции сознанием» используются как источники информации другими организациями, в том числе MIVILUDES.

## Критика

### Сговор с MILS
В начале 2001 года административный директор CCMM Патриция Вивьен (фр. Patricia Vivien, жена Алена Вивьена, тогда возглавлявшего MILS) заняла важное место в организации, фактически получив больше полномочий, чем президент организации J. P. Bousquet. Это привело к конфликтам внутри организации, неспособности переизбрать президента CCMM, уходу нескольких ведущих членов и обвинениям Патриции Вивьен в сговоре с MILS. С июня по октябрь 2001 года CCMM находилась под судебным надзором, пока не состоялись выборы президента организации.

### Составление списка сект
В 1998 году «Центр противодействия манипуляции сознанием» издал «Словарь сект» (фр. Dictionnaire des sectes).
Жан Вернетт (фр. Jean Vernette), национальный секретарь французского епископата по изучению сект, бывший членом «Центра противодействия манипуляции сознанием» с момента создания этой организации, отметил, что в словаре с двусмысленными оговорками упоминаются некоторые несектантские организации и учения: «На странице 28 мелким шрифтом указано, что некоторые религиозные послушания и философии упомянуты потому, что они „хоть и не сектанские сами по себе, но необходимы для понимания сектантских отклонений, возникающих в них“» (…) Но никто не будет читать эти маленькие двусмысленные примечания. Такая книга, претендующая на то, чтобы быть официальным источником исчерпывающей информации о „сектах“ во Франции, будет воспринята просто дико».